# Epidendrum magnicallosum
Epidendrum magnicallosum är en orkidéart som beskrevs av Charles Schweinfurth. Epidendrum magnicallosum ingår i släktet Epidendrum och familjen orkidéer. Inga underarter finns listade i Catalogue of Life.